# Platnickus
Genre
Platnickus est un genre d'araignées aranéomorphes de la famille des Gnaphosidae.

## Distribution
Les espèces de ce genre sont endémiques de Chine.

## Liste des espèces
Selon World Spider Catalog (version 24.5, 26/08/2023) :
- Platnickus reni Liu & Zhang, 2023
- Platnickus wanglangensis (Yuan, Zhao & Zhang, 2019)
- Platnickus xizangensis (Hu, 2001)

## Systématique et taxinomie
Ce genre a été décrit par Liu et Zhang en 2023 dans les Gnaphosidae.

## Étymologie
Ce genre est nommé en l'honneur de Norman I. Platnick.

## Publication originale
- Liu & Zhang, 2023 : « Revision of the genus Scopoides Platnick, 1989 from China, with description of a new genus (Araneae, Gnaphosidae). » ZooKeys, vol. 1172, p. 203-215 (texte intégral).